# Reformierte Kirche Bözen

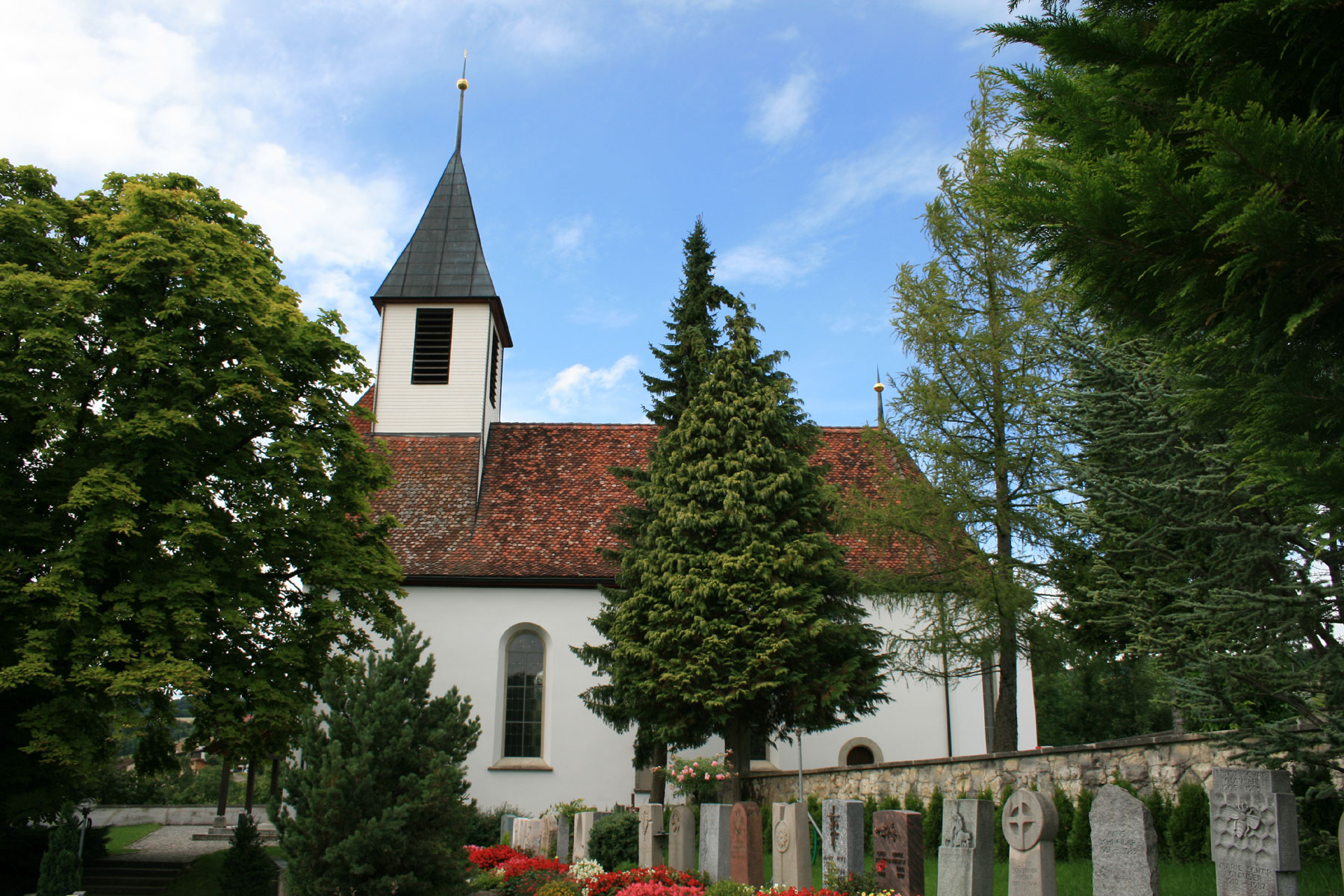
Kirche Bözen (2008)

Die reformierte Kirche Bözen ist die reformierte Dorfkirche in der aargauischen Gemeinde Böztal und Zeihen in der Schweiz.

## Geschichte
Ursprünglich gab es in Bözen eine Marienkapelle, die aber mit der Zeit zu klein wurde und deren baulicher Zustand sich zusehends verschlechterte. Deshalb wurde sie Mitte des 17. Jahrhunderts abgerissen und 1667 durch die heutige Kirche ersetzt.

## Ausstattung
Ein Fenster zeigt eine Kabinettscheibe mit Wappen der Stadt Bern und des Stifters Niklaus Dachselhofer, Hofmeister zu Königsfelden. Ein 1961 eingesetztes Chorfenster des aargauischen Künstlers Felix Hoffmann zeigt die Auferstehung Christi. Ernst Laur (1871–1964), Professor an der ETH und Schweizerischer Bauernsekretär, ist hier zusammen mit seiner Frau Sophie Schaffner (1875–1960) begraben. Seit Juni 2009 findet sich ein als Rüedi-Kelch bezeichneter Abendmahlskelch in einer Vitrine in der Kirche. An der Aussenseite der Kirche befindet sich ein Epitaph für Andreas Roland von Königsberg mit reichem Steinmetzwerk aus der Übergangszeit zwischen Renaissance und Frühbarock. Roland war, wie auf dem Epitaph steht, im Dreissigjährigen Krieg unter französischer Krone Major im Regiment Erlach und starb 1646 als Kommandant in Laufenburg. Der ursprüngliche Epitaph wurde 1983 kopiert. Die Orgel ist ein Werk aus dem Jahr 1951 und wurde von Orgelbau Kuhn (Männedorf) mit 10 Registern erbaut.